# Saint-Augustin-de-Desmaures
Saint-Augustin-de-Desmaures é uma cidade localizada na província de Quebec no Canadá.